# Michael Savage
Michael Savage, artistnamn för Michael Alan Weiner, född 31 mars 1942 i Bronx, New York, är en amerikansk konservativ radiopersonlighet.
Han föddes i en judisk familj av rysk härkomst och växte upp i Queens.
Han är författare till fyra bästsäljande böcker om politik. Han har dessutom skrivit böcker om medicin och homeopati under sitt riktiga namn, Michael Weiner. Sedan 2009 är Savage belagd med inreseförbud i Storbritannien.